# Buttapietra
Buttapietra (Butapiera in veneto) è un comune italiano di 7 071 abitanti della provincia di Verona in Veneto.

## Geografia fisica
Buttapietra dista circa 7 chilometri a sud da Verona. Ad est e ad ovest è delimitato da due fiumi di risorgiva, il Menago ed il Piganzo affluenti del Tartaro. Sul territorio comunale è attiva una rete di piccoli canali alimentati dalle risorgive, che a livello locale si chiamano anche sortie (nel senso di uscite). Il reticolo è presente sin dal XV secolo ed era orientato all'alimentazione delle risaie e allo sfruttamento dell'energia idrica con la presenza di mulini. La forte presenza di acqua corrente superficiale crea un microclima locale con il controllo delle temperature estreme, una riduzione delle massima estive e un innalzamento delle minime invernali.
Sul territorio è presente una delle risorgive ritenute più belle della provincia, il fontanon dell'Acqua Chiara localizzata presso la baita degli alpini sulla strada fra Buttapietra e Raldon.
È attraversata dalla Strada statale 12 dell'Abetone e del Brennero e dalla ferrovia Verona-Bologna.
Oltre alle principali frazioni di Marchesino e Bovo sono note le località di Magnano, Torre, Trinità, San Fermo, Tripoli, Zera, Settimo di Gallese, Piombazzo e Brognoligo.

## Origini del nome
Tre le ipotesi principali, la prima deriva dalla natura del suolo, con poco humus e ghiaioso, la seconda da una forte presenza di pietre per l'origine alluvionale del terreno e la terza ipotizza che il toponimo derivi dal fondatore del villaggio.

## Storia
Il territorio sembra essere già stato abitato nella Preistoria, con stazioni preistoriche dell'Età del Bronzo in un periodo che va dal 1800 a.C. al 1100 a.C.
Tracce del periodo romano sono i ritrovamenti di monete, utensili di bronzo e ferro, vetri e terrecotte. Il toponimo della frazione di Settimo nasce dal fatto di essere posto al settimo miglio da Verona (septimo ab urbe lapide) della strada Claudia Augusta, che lambiva l'attuale territorio comunale.
Nell'XI secolo il territorio era una prevalentemente incolto e tenuto a boschi e pascoli, praticamente privo di abitazioni ed abitato da pastori. Divenne possedimento dell'abbazia di San Zeno di Verona.
Dal XIII secolo, sotto la dominazione degli Scaligeri, i vari centri cresciuti di popolazione ottennero di diventare comune rurale; in seguito fecero parte del vicariato di Cà di Campagna. Nel 1416 i comuni appartenenti al vicariato ottennero la libertà dalla schiavitù feudale acquisendo la giurisdizione civile sul territorio.
L'inizio della storia attuale risale a quel periodo, con la trasformazione del territorio da silvano a coltivato. Al contrario di zone vicine non si dovette bonificare il terreno, ma solo costruire la rete di canali sfruttando i fontanili. Un inizio della trasformazione si ebbe con i nobili Campagna che ebbero dagli Scaligeri un fondo denominato Orlando che comprendeva la parte nord del comune e le località a sud del comune di Verona; in un documento sono citate pezze di terre boschive, arative e prative con case copate e somarate in contrà di Fragazzole e dintorni. Fracazzole è nel comune di Verona, sul confine.
Un documento che testimonia il lavoro di costruzione delle fosse è datato 30 luglio 1585; un tale Zampaolo Brà chiedeva all'amministrazione della Serenissima il permesso di usare una vecchia fossa: la quale comincia a Ca' di David, scorre sino a Buttapietra per ritrovarvene d'acqua per unirla con altra acqua di sua ragione per irrigare in pertinenza di Isola della Scala suoi beni.
Il 5 aprile 1799 il territorio di Buttapietra fu teatro di scontri bellici fra truppe austriache e francesi culminati nella battaglia di Magnano.
Con lo spopolamento delle campagne le ville del periodo furono abbandonate e divennero presto diroccate.

### Simboli
Lo stemma è stato riconosciuto con DCG del 21 agosto 1931.
Il gonfalone è un drappo di azzurro.

## Monumenti e luoghi d'interesse
- Cippo marmoreo - XV secolo

Cippo marmoreo presente in località Bovo risalente al XV secolo.
- Villa Giuliari-Colombo - XVIII secolo

È nella frazione di Settimo, del XVIII secolo, progettata da Alessandro Pompei
- Parrocchiale di Buttapietra - XVIII secolo

È del XVIII secolo, all'interno ha una pala d'altare di Giovanni Chiarelli del 1826, Sant'Elena che adora la Croce.
- La fontana dell'Acqua Chiara - XIX secolo

Localizzata presso la baita degli alpini sulla strada fra Buttapietra e Raldon.

## Società

### Evoluzione demografica
Abitanti censiti

## Cultura

### Istruzione
Sul territorio è presente un Istituto Tecnico Agrario: il "M.A. Bentegodi".

## Economia
L'economia del comune ha ancora un'importante presenza agricola, con produzioni estensive di cereali, ortaggi e riso. Sono presenti aziende con allevamenti e di trasformazione del latte. C'è una discreta presenza di attività artigiane, industriali e commerciali.
Fa parte dell'area di produzione del Riso Nano Vialone Veronese che viene coltivato su terreni della pianura veronese irrigati con acqua di risorgiva.

## Amministrazione
| Periodo      | Periodo      | Primo cittadino  | Partito                                                 | Carica  | Note   |
| ------------ | ------------ | ---------------- | ------------------------------------------------------- | ------- | ------ |
| maggio 1988  | giugno 1993  | Lino Muraro      | Democrazia Cristiana                                    | Sindaco | [ 10 ] |
| giugno 1993  | aprile 1997  | Gian Paolo Pighi | Liga Veneta - Lega Nord                                 | Sindaco | [ 11 ] |
| aprile 1997  | maggio 2001  | Renzo Giacopuzzi | Lega Nord                                               | Sindaco | [ 12 ] |
| maggio 2001  | maggio 2006  | Gian Paolo Pighi | Lista civica                                            | Sindaco | [ 13 ] |
| maggio 2006  | maggio 2011  | Gian Paolo Pighi | lista civica                                            | Sindaco | [ 14 ] |
| maggio 2011  | giugno 2016  | Aldo Muraro      | Lista civica "Con la Gente per il Paese"                | Sindaco | [ 15 ] |
| giugno 2016  | ottobre 2021 | Sara Moretto     | Lista civica "Con la Gente per il Paese"                | Sindaco | [ 16 ] |
| ottobre 2021 | in carica    | Sara Moretto     | Lega, eletta con lista civica "Insieme per Buttapietra" | Sindaco |        |

### Gemellaggi
- Bisenti